# Bloodline (wrestling)

## Storia

### Formazione (2021-2022)
La stable si è formata ufficialmente nel luglio 2021 dopo una faida tra Roman Reigns, gestito da Paul Heyman, e i suoi cugini gli Usos, ovvero Jimmy e Jey Uso. I tre hanno poi formato la Bloodline con Heyman come manager e Reigns come Tribal Chief. Nella puntata di SmackDown del 16 luglio, quando la WWE ha ripreso il tour lasciando il ThunderDome, la Bloodline ha iniziato una rivalità con Edge e i Mysterios. A Money in the Bank gli Usos hanno sconfitto i Mysterios riconquistando lo SmackDown Tag Team Championship. Nella stessa giornata, Reigns è riuscito a difendere il WWE Universal Championship contro Edge. Successivamente a SummerSlam, la Bloodline riesce a difendere i titoli, gli Usos contro ancora i Mysterios e Reigns contro John Cena nel main event.
A Extreme Rules, gli Usos hanno difeso con successo i loro titoli contro gli Street Profits mentre Reigns ha sconfitto Finn Bálor nella sua versione demone mantenendo il titolo universale. Nel successivo evento, a Crown Jewel, la Bloodline difende ancora con successo i titoli, la coppia samoana contro gli Hurt Business formata da Cedric Alexander e Shelton Benjamin mentre il leader riesce a sconfiggere Brock Lesnar nel main event. A WrestleMania 38, Roman Reigns sconfiggendo di nuovo Lesnar, gli strappò il WWE Championship, unificandolo con il WWE Universal Championship (pur rimanendo entrambi attivi). Anche gli Usos, nella puntata del 20 maggio di SmackDown, unificano i due titoli tag team di Raw e SmackDown battendo gli RK-Bro.

### Nuovi membri (2022-2023)

La Bloodline a WrestleMania 38

Dopo una faida con Drew McIntyre, nella prima parte del 2022, Sami Zayn era entrato nell'orbita della stable. Dopo un inizio difficile con i membri della famiglia Anoa'i, il canadese riuscì a conquistare la fiducia del gruppo e nella puntata di SmackDown del 23 settembre 2022 venne nominato membro onorario. A SummerSlam del 30 luglio, gli Usos hanno sconfitto gli Street Profits difendendo i titoli, mentre Reigns ha chiuso la rivalità con Lesnar battendolo in un last man standing match.
Il 3 settembre, a Clash at the Castle, Reigns ha difeso con successo la cintura contro Drew McIntyre grazie alla interferenza di Solo Sikoa, cugino di Reigns e fratello minore degli Usos. Sikoa entrò nella Bloodline e nella puntata di NXT del 13 settembre ha sconfitto Carmelo Hayes vincendo l'NXT North American Championship. Grazie a questo successo la Bloodline è diventata la prima stable vincere un titolo in ogni roster della WWE. Però la settimana seguente, Sikoa ha dovuto rendere vacante la cintura su decisione di Shawn Michaels dato che Sikoa non era previsto nel match in cui vinse il titolo. A Crown Jewel, il 5 novembre la stable ha difeso con successo i suoi titoli, gli Usos hanno sconfitto i Brawling Brutes mentre Reigns ha battuto Logan Paul. A Survivor Series WarGames la Bloodline ha sconfitto i Brawling Brutes, Drew McIntyre e Kevin Owens, con Sami Zayn e Sikoa che consolidano il suo posto nella stable.

### Bloodline Civil War e fine del regno di Reigns (2023-2024)

La Bloodline durante il premium live event Royal Rumble 2023

Prima di Royal Rumble, nella puntata speciale Raw is XXX, il Tribal Chief dubitava della lealtà di Zayn visto la sua amicizia con Kevin Owens (in quel momento in rivalità con Reigns), ma Jey Uso difese il canadese. Nella stessa puntata, Jimmy Uso si infortunò e Zayn lo sostituì al fianco di Jey nella difesa del Raw Tag Team Championship contro il Judgment Day rappresentato da Damian Priest e Dominik Mysterio. All'evento Royal Rumble, Reigns difese il titolo con successo contro Owens. Dopo il match il Tribal Chief ordinò a Zayn di attaccare Owens, ma stanco della tirannia di Reigns, si rifiutò e colpi con una sedia lo stesso Reigns. Questi eventi portarono Zayn fuori dalla Bloodline e ad Elimination Chamber sfidò senza successo Reigns per WWE Universal Championship.
Dopo questi eventi, Jey Uso si allontanò dalla Bloodline, per poi tornare nella puntata di Raw del 6 marzo durante un mach tra Jimmy Uso e Sami Zayn. In un primo momento, Jey abbraccia Zayn ma poi lo attacca con un superkick, confermando la sua lealtà alla stable. Nella prima notte di WrestleMania 39, gli Usos hanno perso i titoli di coppia contro Owens e Zayn, dopo un regno da 662 giorni. Nella seconda serata invece, Reigns è riuscito a mantenere l'Undisputed WWE Universal Championship contro Cody Rhodes, il vincitore della royal rumble match grazie all'interferenza decisiva di Solo Sikoa.
Nella puntata di SmackDown del 28 aprile, gli Usos non sono riusciti a riconquistare i titoli di coppia e si apre una spaccatura con la stable. A Night of Champions Reigns e Sikoa hanno sfidato Owens e Zayn per l'Undisputed WWE Tag Team Championships, ma persero per l'interferenza degli Usos, con Jimmy che colpi il Tribal Chief. Nella puntata successiva di SmackDown Jimmy fu escluso dalla Bloodline. Nella puntata di SmackDown del 16 giugno, Jey decise di lasciare anche lui la Bloodline e a Money in the Bank Reigns e Sikoa sfidarono gli Usos. A vincere sono stati gli Usos con Jey che ha schienato Reigns, cosa che non succedeva da dicembre 2019 a TLC.

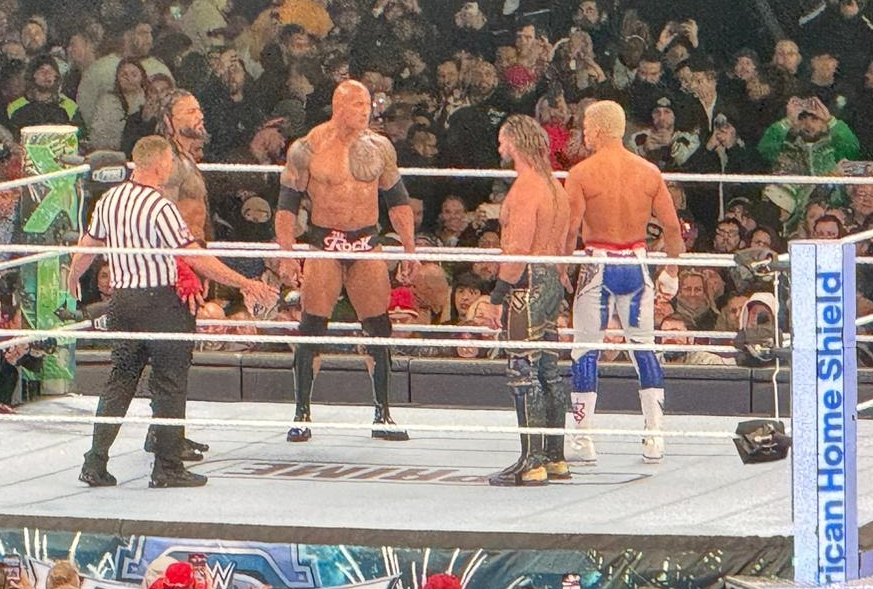
Cody Rhodes, Seth Rollins, Roman Reigns e The Rock durante la prima serata di WrestleMania XL

A SummerSlam Jey sfidò Reigns per l'Undisputed WWE Universal Championship ma Jimmy tradì il fratello tirandolo fuori dal ring mentre stava per vincere l'incontro. Nella puntata di SmackDown dell'11 agosto Jimmy ha dato la sua spiegazione. Le sue azioni erano mosse dalla paura che se Jey fosse diventato il nuovo Tribal Chief, il potere lo avrebbe corrotto come successo con Reigns. Jey dopo aver colpito Reigns, Sikoa e infine a Jimmy e ha dichiarato di voler lasciare la WWE. In seguito Jimmy rimase a SmackDown mentre Jey passò a Raw. Nella puntata di Raw del 16 ottobre Jimmy attaccò Jey, aiutando il Judgment Day a vincere l'Undisputed WWE Tag Team Championship contro Jey e Cody Rhodes.
A Crown Jewel, il 4 novembre, Reigns difende con successo l'Undisputed WWE Universal Championship sconfiggendo LA Knight. Nella puntata di SmackDown del 15 dicembre, Reigns ha nominato Sikoa come "Tribal Heir". Il royal rumble match viene ancora vinta da Cody Rhodes e ha sfidato Reigns per il titolo a WrestleMania XL. Nello stesso periodo The Rock si è inserito nella rivalità (senza tuttavia entrare ufficialmente nella stable), riconoscendo Reigns come Tribal Chief. Nella prima sera di WrestleMania XL, The Rock e Reigns hanno sconfitto Rhodes e Seth Rollins, ma nella seconda serata Reigns viene sconfitto da Rhodes e perse l'Undisputed WWE Universal Championship.

### Solo Sikoa Tribal Chief (2024-presente)
Nei mesi successivi a WrestleMania, vista l'assenza di Roman Reigns, Sikoa si autonominò leader della Bloodline, cacciò dalla stable Jimmy Uso e reclutò al suo posto Tama Tonga e successivamente anche Tonga Loa e Jacob Fatu. Nella puntata di SmackDown del 28 giugno, Solo si autoproclamò Tribal Chief ed ha escluso dalla stable anche Paul Heyman. A Money in the Bank Solo, Tama Tonga e Jacob Fatu hanno sconfitto Randy Orton, Kevin Owens e Cody Rhodes in un six-man tag team match. il 26 luglio Jacob Fatu e Tama Tonga hanno vinto un gauntlet match sconfiggendo gli Street Profits diventando gli nuovi sfidanti al WWE Tag Team Championship. La settimana successiva a SmackDown, sconfissero i #DIY vincendo il WWE Tag Team Championship. Il 3 agosto a SummerSlam, Sikoa ottenne un mach per il titolo di Rhodes, ma per via al ritorno di Roman Reigns non riuscì a vincere la cintura.
Nella puntata di SmackDown del 23 agosto, per ordine di Solo Sikoa, Fatu (realmente infortunato) lasciò la cintura a Tonga Loa. Nella puntata del 4 ottobre di SmackDown, Tonga Loa e Tama Tonga hanno difeso con successo le cinture di coppia in un triple threat ladder match contro gli Street Profits e i #DIY. Il 5 ottobre, a Bad Blood, Sikoa e Fatu vennero sconfitti da Rhodes e Reigns in un tag team match, anche per colpa del ritorno di Jimmy Uso, che tornò dalla parte di Reigns. Nella puntata di SmackDown del 25 ottobre, Tonga Loa e Tama Tonga hanno perso le cinture contro i Motor City Machine Guns formati da Alex Shelley e Chris Sabin.
Nel WarGames di Survivor Series: WarGames la Bloodline di Solo Sikoa insieme a Bronson Reed vengono sconfitti dagli ex membri della stable con l'aiuto di CM Punk. Il 6 gennaio 2025 nella prima puntata di Raw trasmessa da Netflix, Sikoa ha perso contro Roman Reigns in un tribal combat match, perdendo lo stato di capo tribù e l'Ula Fala.

## Titoli e riconoscimenti
- ESPN
  - Best Storyline of the Year (2022) - Bloodline e Sami Zayn[53]
  - Best Storyline of the Year (2023) - Bloodline 2.0[54]
- New York Post
  - Storyline of the Year (2022) - Bloodline e Sami Zayn[55]
  - Storyline of the Year (2023) - Bloodline[56]
- Pro Wrestling Illustrated
  - Faction of the Year (2022)[57]
  - Faction of the Year (2024)[57]